# نورما فاردن
نورما فاردن (بالإنجليزية: Norma Varden)‏ هي ممثلة أمريكية وبريطانية (وحملت سابقاً جنسية المملكة المتحدة لبريطانيا العظمى وأيرلندا)، ولدت في 20 يناير 1898 بلندن في المملكة المتحدة، وتوفيت في 19 يناير 1989 بسانتا باربارا في الولايات المتحدة بسبب مرض.

## أعمال

### أفلام
- (1942) حصاد عشوائي
- (1942) كازبلانكا
- (1944) ناشونال فيلفيت
- (1957) شاهد على المحاكمة[5]
- (1965) صوت الموسيقى[6][7][8]
- (1967) دكتور دوليتل

### مسلسلات
- باتمان

## وصلات خارجية
- نورما فاردن على موقع IMDb (الإنجليزية)
- نورما فاردن على موقع ألو سيني (الفرنسية)
- نورما فاردن على موقع ميوزك برينز (الإنجليزية)
- نورما فاردن على موقع تيرنر كلاسيك موفيز (الإنجليزية)
- نورما فاردن على موقع أول موفي (الإنجليزية)
- نورما فاردن على موقع قاعدة بيانات الأفلام السويدية (السويدية)
- نورما فاردن على موقع إن إن دي بي (الإنجليزية)
- نورما فاردن على موقع ديسكوغز (الإنجليزية)
- نورما فاردن على موقع قاعدة بيانات الفيلم (الإنجليزية)
- نورما فاردن على موقع كينوبويسك (الروسية)